# Амнезичко тровање шкољкама
Амнезичко тровање шкољкама (акроним ASP од енг. Amnesic shellfish poisoning) је редак облик тровања шкољкама узрокован једењем шкољки контаминираних токсином домоинске киселине, који производи дијатомеја Pseudonitzchia spp. Ови токсини могу изазвати тешке и по живот опасне неуролошке ефекте. Симптоми укључују слабост мишића, дезоријентацију и краткотрајни губитак памћења. Ови токсини такође могу изазвати гастроентеритис и могу се у почетку манифестовати као гастроинтеритис са дијарејом, нелагодношћу у стомаку, повраћањем и вртоглавицом. Тровање настаје у року од 24 сата након једења токсичних шкољки. 
Како се токсини морских шкољки не могу уништити кувањем или замрзавањем, превенција је избегавање употребе потенцијално контаминираних шкољки.

## Епидемиологија
Шкољке су група морских бескичмењака,  који су у гастрономији, као група морских животиња, сврстане у јестиве  бескичмењаке. Историјска позадина, која се односи на сакупљање, као и на конзумацију шкољки, датира још из античких времена, јер се сматра да су ови обичаји настали почетком палеолитске ере, која обухвата период од пре око 40.000 година. Временом је направљен низ студија како би се утврдили аспекти који потврђују постојање различитих  врста шкољки и њихових својстава. Конзумирање шкољака које су сирове или чак полусирове представља ризик за потрошача, јер ове животиње живе у (води), која може бити контаминирана, а такође неке имају биотоксине, који настају акумулацијом токсичних алги.
Амнезичко тровање шкољкама је први пут пријављено 1987. године на Острву Принца Едварда када су три особе умрле, а преко 100 људи се разболело након конзумирања куваних дагњи. Приближно 50% пацијената имало је јаку главобољу; неки су претрпели конфузију, нападе и кому. Двадесет пет одсто пацијената имало је краткорочни губитак памћења, који је за многе постао трајан. Од више од 100 оболелих, 4 пацијента (4%) су умрла.
Епидемије амнезичког тровања шкољкама су пријављене у Канади, Шкотској, Ирској, Француској, Белгији, Шпанији, Португалији, Новом Зеланду, Аустралији и Чилеу. Уплетене шкољке укључују дагње, капице, разне врсте шкољки и неке ракове.

## Етиологија
Силикатна алга дијатомеја производе домоинску киселине (ДА), која улази у ланац човекове исхране преко контаминираних мекушаца. Домоинска киселина је глутаматни агонист, и, док симптоми ASP укључују мучнину, повраћање, дијареју, оно што га разликује од других тровања шкољкама је његово дубоко дејство на централни нервни систем, са пратећом амнезијом.

## Клиничка слика
У већини случајева, гастроинтестинални симптоми као што су пролив (дијареја), повраћање и бол у стомаку развијају се у року од 24 сата након једења токсичних шкољки. Главни знаци и симптоми тровања су:
- главобоља,
- губитком памћења (амнезијом)
- когнитивним оштећењем.

У тешким случајевима може доћи до хипотензије, аритмија, офталмоплегије, коме и трајног престанка виталних функција или смрти.

## Дијагноза
Дијагноза се поставља  лабораторијском потврдом применом:
- Детекција домоинске киселине у прогутаним шкољкама у јестивим ткивима у већој количини од 10 мг/кг (10 ппм);
- Детекцијом домоинске киселине у урину прикупљеном у року од 24 сата од појаве болести.

## Терапија
Лечење је симптоматско и подржавајуће. 
Тешки случајеви паралитичног тровања шкољкама могу захтевати механичку вентилацију.

## Прогноза
Преживели могу имати озбиљне антероградне, краткорочне дефиците памћења.

## Превенција
Тровање шкољкама се може спречити избегавањем употребе потенцијално контаминираних шкољки. Ово је посебно важно у областима током или убрзо након цветања алги, које се локално могу назвати „црвене плиме“ или „смеђе плиме“.
Они који сами беру шкољке треба да провере да ли је подручје из које беру отворено.
Шкољке такође носе значајан ризик од инфекције различитим вирусним и бактеријским инфекцијама, на пример вирусом хепатитиса А, норовирусом, Vibrio vulnificus, Vibrio parahaemolyticus и неколико врста салмонела и шигела. 
У идеалном случају, путници у земље у развоју треба да избегавају да једу све шкољке, јер се токсини морских шкољки не могу уништити кувањем или замрзавањем.